# Serie 1100 de CP
La Serie 1100 se refiere a un tipo de locotractora, que estuvo al servicio de la compañía de Caminhos de Ferro Portugueses.

## Historia
Entraron en servicio en 1949; la unidad número 1104 se encontraba, en 1998, con el esquema de colores original, en tonos verdes, expuesta en el Museo Nacional Ferroviario.

## Ficha técnica
- Informaciones diversas
  - Año de entrada en servicio: 1949[1]
  - Tipo de transmisión: Eléctrica
  - Natureza de servicio: Maniobras
  - Ancho de via: 1668 mm
- Constructores/fabricantes
  - Partes mecánicas: General Electric
  - Motores de tracción: Caterpillar
  - Transmisión: General Electric
  - Freno: Westinghouse Air Brake Company
  - Lubrificadores de verdugos: no tiene
  - Registador de velocidad: RBM (indicador totalizador)
  - Transmisión de movimiento: General Electric
  - Equipamiento de aporte eléctrico: No tiene
  - Sistema de hombre muerto: General Electric
- Características generales
  - Tipo da locomotora (constructor): B B 90/90
  - Potencia nominal (ruedas): 255 Cv / 88 kW
  - Disposición de ejes: Bo' Bo'[1]
  - Diámetro de ruedas (nuevas): 965 mm
  - Número de cabinas de conducción: 1
  - Freno neumático: Aire comprimido
  - Areneros (número): 4
- Características de funcionamiento
  - Velocidad máxima: 56 km/h
  - Esfuerzo de tracción:
    - En el arranque: 10 000 kg (U=0,25)
    - En el régimen continuo: 4 258 kg
    - Velocidad correspondiente al régimen continuo: 10 km/h
    - Esfuerzo de tracción a velocidad máxima: 1 500 kg

  - Freno dinámico:
    - Esfuerzo máximo de ruedas: No tiene
    - Velocidad correspondiente: No tiene
- Pesos
  - Pesos (en vacío) (T):
    - Generador principal: 1,64
    - Motor de tracción: 1,13
    - Bogies completos: 7,1
    - Total: 9,87

  - Pesos (aprovisionamientos) (T):
    - Combustible: 0,793
    - Aceite del diésel: 0,317
    - Agua de refrigeración: 0,380
    - Arena: 0,544
    - Personal y herramientas: 0,200
    - Total: 2,234

  - Pesos (total) (T):
    - Peso en vacío: 39,00
    - Peso en marcha: 41,20
    - Peso máximo: 41,20
- Motor diesel de tracción
  - Cantidad: 2
  - Tipo: D 17 000
  - Número de tiempos: 4
  - Disposición y número de cilindros: D8
  - Diámetro y curso: 146 x 203 mm
  - Cilindrada total: 27, 31 I
  - Sobrealimentación: No tiene
  - Potencia nominal (U. I. C.): 190 Cv
  - Velocidad nominal: 1000 rpm
  - Potencia de utilización: 190 Cv[1]
- Transmisión de movimiento
  - Tipo: 2 - Generadores CC GT - 555 - A; 4 Motores de tracción con reductores GE 733
  - Características esenciales: Suspensión por el morro; autoventilación; relación de transmisión 11,25